# アッコ

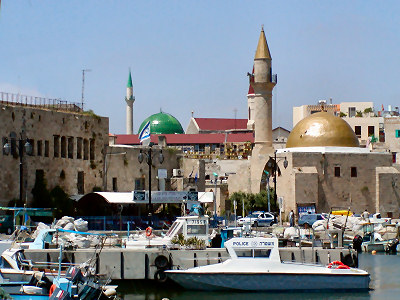

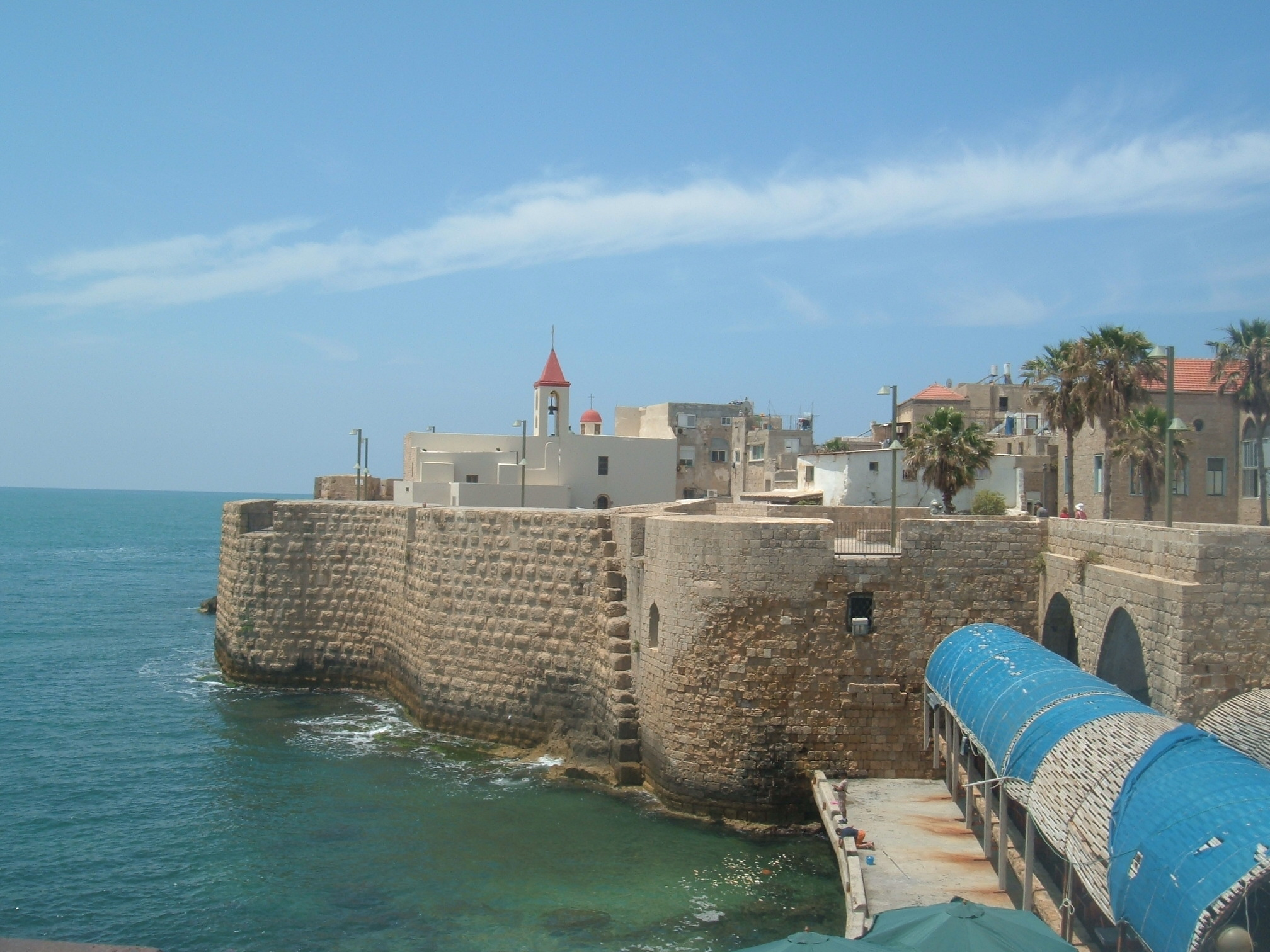
旧市街の海城

アッコ（ヘブライ語: עַכּוֹ、アラビア語: عكّا）は、イスラエル北部の西ガリラヤ地方に位置する北部地区にある市。英語ではアーカーまたはエイカー（英語: Acre）と呼称され、かつては英文Acreを日本語読みしてアクレとすることが多かったが、近年は現地に倣いアッコと呼称する。その他、アッカー（アッカ）、アッコン、アークル、サン・ジャン・ダクル（Saint-Jean-d’Acre）などとも呼ばれる。新約聖書ではヘレニズム時代の呼称であるトレマイもしくはプトレマイスとして言及される。

## 概要
アッコは地中海に面した港湾都市であり、歴史的には東地中海交易の拠点として栄えた。イスラエル独立後も、イスラエルに残ったパレスチナ人が多く定住し、人口のおよそ3分の1を占めている。
アッコ旧市街は、2001年にユネスコの世界遺産リスト（文化遺産）に登録された。旧市街は地上にオスマン帝国時代の各種建築物が残っているだけでなく、地下により古い十字軍時代の大規模な遺構が現存していることが確認されている。

## 歴史
1104年、第1回十字軍によりボードゥアン1世が街を占拠して、パレスチナの中心都市にした。1187年、アイユーブ朝のサラディン率いる軍隊により、イスラム勢力が街を奪還するが、1189年8月、ギー・ド・リュジニャンによって陸と海から、街が包囲される。1191年7月にリチャード1世らが率いる第3回十字軍が来るまでは持ちこたえていたが、アッコン包囲戦でイスラム勢力は敗北。十字軍によって再び占拠される。1192年、エルサレム王国の首都となる。1229年、ホスピタル騎士団の支配下となる。
その後、アイユーブ朝やマムルーク朝の反撃によってシリアにおける十字軍国家の領域は徐々に奪われていき、アッコは13世紀後半には十字軍国家に残された数少ない重要拠点となった。1291年、マムルーク朝スルターンのアシュラフ・ハリールが率いる軍によってアッコは落城し、これにより十字軍国家はシリアにおける拠点をほぼ失った。以後200年以上、アッコはマムルーク朝によって統治された。
1517年にマムルーク朝が滅びると、アッコはオスマン帝国によって統治された。18世紀にはザーヒル・ウマルやジャッザール・パシャといった中央から半ば自立した有力者による支配のもと、城塞の修復や公共施設の建設などの都市整備が進められた。18世紀はヨーロッパとレヴァントを結ぶ東地中海交易が再び盛んとなった時期で、貿易港であったアッコも発展した。旧市街に残るオスマン時代の町並みはこの時期に整備されたもので、当時の繁栄やオスマン帝国における地方有力者の強大な権力を物語っている。
1799年にはナポレオンのエジプト・シリア戦役の舞台の1つとなった（アッコ包囲戦 (1799年)）。第一次エジプト・トルコ戦争ではアッコへ侵攻したイブラーヒーム・パシャのエジプト軍に対し守備隊が頑強に抵抗したが、1832年に陥落しアッコはムハンマド・アリー朝によって支配された。1840年にロンドン条約が結ばれると再びオスマン帝国によって支配され、20世紀初頭にはヒジャーズ鉄道の支線が開通している。
第一次世界大戦末期の1918年9月にメギッドの戦いでオスマン軍が敗れるとオスマン帝国による支配は終焉を迎え、イギリス軍がアッコを占領した。戦後、イギリス委任統治領パレスチナが成立するとアッコもその領域に含まれた。第二次世界大戦中の1941年にはこの地でイギリス軍とシリアに駐屯するヴィシー・フランス軍の間にサン・ジャン・ダクル休戦協定が結ばれている。1948年、アッコは現在のイスラエル領となった。

## スポーツ
- ハポエル・アッコFC - アッコを本拠地とするサッカークラブ。

## 友好都市
- ビェルスコ＝ビャワ（ポーランド）
- ピサ（イタリア）
- ブレゲンツ（オーストリア）
- カントン（アメリカ合衆国）
- ディアフィールドビーチ（アメリカ合衆国）
- レックリングハウゼン（ドイツ）

## 登録基準
この世界遺産は世界遺産登録基準のうち、以下の条件を満たし、登録された（以下の基準は世界遺産センター公表の登録基準からの翻訳、引用である）。
- (2) ある期間を通じてまたはある文化圏において、建築、技術、記念碑的芸術、都市計画、景観デザインの発展に関し、人類の価値の重要な交流を示すもの。
- (3) 現存するまたは消滅した文化的伝統または文明の、唯一のまたは少なくとも稀な証拠。
- (5) ある文化（または複数の文化）を代表する伝統的集落、あるいは陸上ないし海上利用の際立った例。もしくは特に不可逆的な変化の中で存続が危ぶまれている人と環境の関わりあいの際立った例。[4]